# Pedro Patiño
Pedro Patiño Toledo (La Puebla de Almoradiel, 1937 - Zarzaquemada, 13 de setimbre de 1971) va ser un obrer sindicalista de base de Comissions Obreres i militant del Partit Comunista d'Espanya assassinat per la Guàrdia Civil als 33 anys, mentre repartia propaganda a les obres de construcció del futur barri de Zarzaquemada a Leganés.

## Història
Els successos van passar el 13 de setembre de 1971, primer dia d'una vaga clandestina del sector de la construcció en Madrid que es prolongaria fins al 19 del mateix mes.
Es troba enterrat en el cementiri municipal de Getafe. En l'actualitat existeixen diversos carrers en municipis madrilenys, com Getafe o el mateix Leganés en el seu record, així com diversos centres de formació ocupacional i sindical.
Casat amb la també activista i feminista Dolores Sancho, ella i el seu advocat, Jaime Miralles amb el suport de CCOO no van deixar de denunciar incansablement els fets que havien esdevingut.
Dolores i Jaime van ser al Govern Militar sol·licitant que els lliuressin el cadàver per a fer-li una autòpsia i enterrar-lo. Pocs dies després el PCE inundava Madrid amb fotocòpies del relat verídic del que va ocórrer aquest matí del 13 de setembre. Miralles va ser empresonat setmanes més tard.
Al juny de 2009 sota l'empara de la Llei de Memòria Històrica, el Govern va expedir per fi un reconeixement que Pedro Patiño va ser perseguit i empresonat injustament “sense les degudes garanties per l'il·legítim Jutjat Especial d'Espionatge i Comunisme” i que va morir “en defensa de la seva activitat política”.